# Der Hexentöter von Blackmoor
Der Hexentöter von Blackmoor ist ein 1969 gedrehter und international besetzter deutsch-spanisch-italienischer Historien-, Horror- und Exploitationfilm mit reichlich Folter- und Sexfilmanteilen um blutige Hexen- und Rebellenjagden im England des ausgehenden 17. Jahrhunderts. Regie führte der einschlägig bekannte B-Film-Regisseur Jesús Franco Manera. Die Hauptrolle als gnadenloser Lordrichter spielte Christopher Lee. Seine deutsche Erstaufführung erlebte der Film am 5. Juni 1970, exakt vier Monate nach seiner Uraufführung in Italien.

## Handlung
Nach dem Tode von König Karl II. (1685) versucht der Oberste Richter Englands, George Jeffreys, durch die rücksichtslose Verfolgung vermeintlicher Rebellen und Widersacher gegen den neuen König sowie durch brutale Hexenjagden die Herrschaft des neuen Monarchen König Jakob II. zu festigen.
Jeffreys’ Blutspur zieht sich durch das gesamte Königreich, wo immer der Lordkanzler und Oberrichter auftaucht. Er macht auch nicht Halt vor Frauen und Unschuldigen. Überall wittert er Verrat und Gefahr, umstürzlerische Umtriebe und Verschwörung. Jeffreys lässt foltern und morden, vor allem aber immer wieder hängen. Die Rebellen, die den neuen König ablehnen, sind für ihn ebenso Staatsfeinde wie auch die Frauen, die sich ihm nicht hingeben und die er kurzerhand zu Hexen erklärt. Denn König Jakob verlangt nach absoluter Macht wie sie die französischen Könige besitzen und will auch den Katholizismus wieder nach England zurückbringen – Inquisition, Folter und Mord inklusive.
Lord Jeffreys, ein Sadist und Schinder, der an die gerechte Sache seiner Mission zutiefst glaubt, benutzt mehr und mehr seine Position, um junge Frauen zu zwingen, sich ihm zu unterwerfen und um sie zu seinem eigenen Vergnügen sexuell zu missbrauchen. Diejenigen, die sich ihm verweigern, werden unter dem Vorwurf, Satansanbetung und Hexenkult zu betreiben, gefoltert. Eine seiner Opfer ist die schöne junge Alicia Grey. Sie wird von Jeffreys zum Tode verurteilt. Bevor Alicia schließlich hingerichtet wird, muss sie auf der Streckbank schwerste Folter über sich ergehen lassen und wird schließlich blutüberströmt zu Tode gestürzt.
Die blinde Wahrsagerin Mutter Rosa hingegen scheint Jeffreys zu fürchten. Er glaubt, dass die Hexe mehr Macht besitzt, als ihm lieb sein kann, und er fürchtet sich vor ihren Weissagungen und möglichen Verwünschungen. In Mary, der Schwester der ermordeten Alicia, Mutter Rosa und Harry Selton, dem Sohn des angesehenen Adeligen Lord Wessex, hat sich Jeffreys gefährliche Feinde geschaffen. Sie werden bald zu Verschworenen und erbitterten Gegnern des Blutrichters. Mary und Harry, der sich den Rebellen gegen James II. angeschlossen hat, verlieben sich ineinander. Schließlich geraten die Rebellen in die Fänge des erbarmungslosen Richters. Um ihren Geliebten zu retten, ist die blonde Mary sogar bereit, sich dem diabolischen Lordrichter hinzugeben. Mit größtem Widerwillen entkleidet sie sich vor ihm und lässt sich von ihm berühren und demütigen.
Schließlich wendet sich das Schicksal gegen den Blutrichter. Sein wichtigster Fürsprecher, König James, wird 1688 abgesetzt, und mit ihm verliert auch Richter Jeffreys all seine Macht. Schließlich wird der Bloody Judge in den Tower of London geworfen und zum Tode verurteilt. In der deutschen Fassung steht er unter dem Galgen, und ein Strick wird um seinen Hals gelegt. Der Henker, der zuvor in seinem Namen fröhlich mitgefoltert hatte, gibt das Kommando an einen Helfer, den Strick festzuhalten, während der große Schemel, auf dem Jeffreys steht, weggetreten wird. Jeffreys zappelt, dann wird das Seil nachgelassen und Jeffreys plumpst auf den Gerüstboden. Der Henker macht einen kurzen Wink, und ein weiterer Helfer mit einer Axt kommt herbei und hackt zweimal auf den an den Händen Gefesselten ein.

## Produktionsnotizen
Im Mittelpunkt des Films steht die historisch belegte Figur des britischen Lordrichters Jeffreys. In der Annahme, dass es sich bei Der Hexentöter von Blackmoor um einen sich einigermaßen an den Fakten orientierenden Historienfilm handeln würde, sagte Hauptdarsteller Christopher Lee dem Regisseur Manera zu, dort mitzuspielen. Wie Lee jedoch später in einem Interview erklärte, habe er den fertigen Film nie angesehen, weil der Regisseur, angeblich ohne sein Wissen, eine Fülle von exzessiven Gewalt-, Nackt- und Folterszenen eingefügt habe. Auch habe er sich vehement jeder Teilnahme an einer Erotikszene verweigert.
Infolge des großen Erfolges von Michael Reeves’ Der Hexenjäger (1968) setzte in Mitteleuropa kurzzeitig eine kleine Hexenfilmwelle in Gang. Nahezu zeitgleich entstanden Maneras Film und der von Adrian Hoven gedrehte deutsche Folterstreifen Hexen bis aufs Blut gequält mit Herbert Lom in der Hauptrolle. Das Wettrennen um die frühere Uraufführung gewann Franco Maneras Film, der (in Italien) genau zwei Wochen vor Hexen bis aufs Blut gequält uraufgeführt wurde.
Die Dreharbeiten fanden zwischen dem 8. August und dem 10. Oktober 1969 vor allem in Portugal und Spanien statt. In Leiria, nördlich von Lissabon, drehte Franco vor allem alle Aufnahmen, in denen „britische“ Architektur vorkam, in den Lavendelfeldern von Casa de Campo, zehn Kilometer von Madrid entfernt, entstanden die Schlachtszenen.
Der Hexentöter von Blackmoor war einer von insgesamt sieben Filmen, die Manera und Lee in kürzester Zeit Ende der 1960er Jahre miteinander drehten. Vor allem die Fu-Man-Chu-Filme der beiden machten Furore. In einem Interview, in dem er Wert darauf legte, seinen Charakter so nahe wie möglich an der realen, historischen Figur orientiert zu wissen, bezeichnet Lee den von ihm gespielten Lordrichter Jeffreys als einen „Dr. Jekyll und Mr. Hyde“
Wie Franco Manera in einem Interview erklärte, verfügte er dank der zahlreichen Geldgeber der internationalen Koproduzenten über ein beträchtliches Budget, das ihm eine beachtliche internationale Besetzung ermöglichte. Auf der anderen Seite führte es dazu, dass die Koproduzenten die unterschiedlichsten Absichten mit Der Hexentöter von Blackmoor verfolgten: Die einen wollten einen Historienfilm, die anderen einen Horrorfilm und die Dritten einen Film mit viel Sex-und-Gewalt-Elementen.
Eigentlich sollte Dennis Price die Rolle des alten Lord Wessex übernehmen. Er erkrankte aber, und dieser Part ging an Leo Genn.
Manera und Howard Vernon, der den finsteren Henker spielt, entschieden, diesen Charakter eng an den von Boris Karloff in Der Henker von London gespielten Scharfrichter anzulehnen.
Wie häufig in Filmen der ausgehenden 1960er Jahre ihres Ehemannes, des Produzenten Harry Alan Towers, hatte die Österreicherin Maria Rohm auch hier mehrere Nacktszenen zu absolvieren. So etwa, als sie sich mit Widerwillen den Annäherungen Jeffreys’ zu unterwerfen hat oder völlig unbekleidet in das Bad steigt.
Wie Manera in einem Interview erklärte, wählte der deutsche Filmverleih den Titel Der Hexentöter von Blackmoor, um damit eine Nähe zu den deutschen Edgar-Wallace-Filmen oder ähnlich gelagerten Mystery-Gruselkrimis (z. B. Der Würger von Schloss Blackmoor) zu insinuieren, obwohl im gesamten Film der Name Blackmoor überhaupt nicht auftaucht.
In der deutschen Synchronfassung war Heinz Drache die deutsche Stimme von Christopher Lee. Leo Genn wurde in der deutschen Fassung von Martin Hirthe gesprochen.
Die Indizierung des Films wurde 2007 wieder aufgehoben, eine Neuprüfung durch die FSK im April 2020 ergab eine Altersfreigabe ab 16 Jahren für die ungeschnittene Fassung.

## Kritik
Das große Personenlexikon des Films nannte Der Hexentöter von Blackmoor wie auch Franco Maneras kurz zuvor entstandenen Frauengefängnisfilm Der heiße Tod „Trash-Movies“
Im Lexikon des Internationalen Films ist über den Film zu lesen: „Die primitiv gemachte pseudohistorische Geschichte dient als Vorwand für breit angelegte Folterszenen und andere Grausamkeiten, zum Teil verbunden mit sadistischen Sexeinlagen.“ Auch der Evangelische Film-Beobachter hält nicht viel von dem Streifen: „Ein Schauerfilm mit ebenfalls viel Sadismus, dem es nicht gelingt, über dessen Demonstration hinaus etwas zu leisten.“
Spaniens Guia del video-cine stellte bezüglich dieses Horrorfilms, der in Spanien unter dem Titel El proceso de las brujas lief, fest: „Eine sympathische, aber nicht übermäßig interessante Koproduktion über einen sadistischen englischen Inquisitor, die auf dem Kontrast zwischen dem grausamen Bösen von Christopher Lee und der engelhaften Schönheit der exquisiten Maria Rohm aufbaut. Hervorragende Kameraführung und Leistung von Howard Vernon, der in die Fußstapfen von Boris Karloff in „The Tower of London“ tritt..“